# Sarepta na Volze
Sarepta na Volze (rusky Сарепта-на-Волге) je bývalá kolonie založená moravskými bratry nejen z řad pobělohorských exulantů. Sarepta se v roce 1989 stala skanzenem, který je částí města Volgograd.

## Historie
Ruská carevna Kateřina II. Veliká vydala v letech 1762 a 1763 manifesty, kterými pozvala do Ruska, do oblasti Povolží, obyvatele evropských zemí. Její pozvání vyslyšeli zejména tisíce Němců, ale také obyvatelé Švýcarska, Nizozemska či Francie. Mezi léty 1764 až 1772 bylo založeno 106 německých kolonií podél řeky Volhy. Jednou z nich byla Sarepta na Volze, založená nedaleko města Caricyn v srpnu roku 1765 moravskými bratry z Ochranova v Horní Lužici. Ti toto místo proslavili po celém světě pěstováním, výrobou a prodejem hořčice.
V souvislosti s nájezdy kubáňských Tatarů a Kalmyků vyvstala otázka lepší ochrany kolonie. Na podzim roku 1768 tak bylo přistoupeno ke stavbě Sareptské pevnosti. Ta byla budována pravděpodobně podle holandského vzoru pod dohledem Opevňovací kanceláře z Petrohradu. Posádka pevnosti byla utvořena z vojáků caricynského garnizonu a caricynských kozáků.
V roce 1771 byl postaven luteránský kostel, který byl o rok později vysvěcen. Osud Sarepty však nebyl jednoduchý. V roce 1774 neodolala náporu vojsk Pugačova a byla vypleněna. Několikrát byla také zasažena požárem. V roce 1823 při jednom z nich shořelo 37 domů. Avšak nehledě na tyto tragické události se Sarepta dále rozvíjela a během krátké doby se stala jedním z hospodářských a kulturních center Dolního Povolží.
V období Občanské války se Sarepta stala dějištěm bojů a sídlem vojenských štábů. V roce 1918 Sareptu navštívil Lev Trockij a přednesl projev před shromážděnými rudoarmějci a místními občany. V květnu 1920 byla Sarepta přejmenována na Krasnoarmejsk a Kostelní náměstí na Náměstí Svobody. Ke zásadním změnám došlo i v zemědělství, které bylo klíčovým zdrojem obživy místních obyvatel a v Krasnoarmejsku bylo založeno 6 kolchozů. Obyvatele Sarepty, především inteligenci, tvrdě zasáhly stalinské represe druhé poloviny 30. let. Stovky lidí byly zastřeleny, mezi nimi v roce 1938 například ředitel německé školy v Krasnoarmejsku. V roce 1939 byl uzavřen kostel a poslední kněz Konstantin Ruš byl odsouzen k deseti letům vězení. Přes dva tisíce obyvatel Sarepty byly deportovány do oblasti střední Asie v roce 1941. Zpět domů se mohli lidé vrátit až ve druhé polovině 50. let.

## Architektura
Ústředním bodem Sarepty se stalo obdélníkové náměstí, kolem kterého byly postaveny nejdůležitější budovy. Domy v Sareptě v mnohém připomínají německou architekturu.
Při přeměně Sarepty na pevnost byly v maximální míře zohledněny místní terénní podmínky. Ze severu byla k obraně využita rokle, na jejíž okrajích byly postaveny dva bastiony. Na jihozápadě kolonii přirozeně chránila řeka Sarpa a její příkrý břeh. Rokle, břeh řeky i vybudované náspy a příkopy byly obehnány dva metry vysokou palisádou. Celkem pevnost disponovala šesti bastiony, přičemž jeden z nich bránil most přes Sarpu.

## Současnost

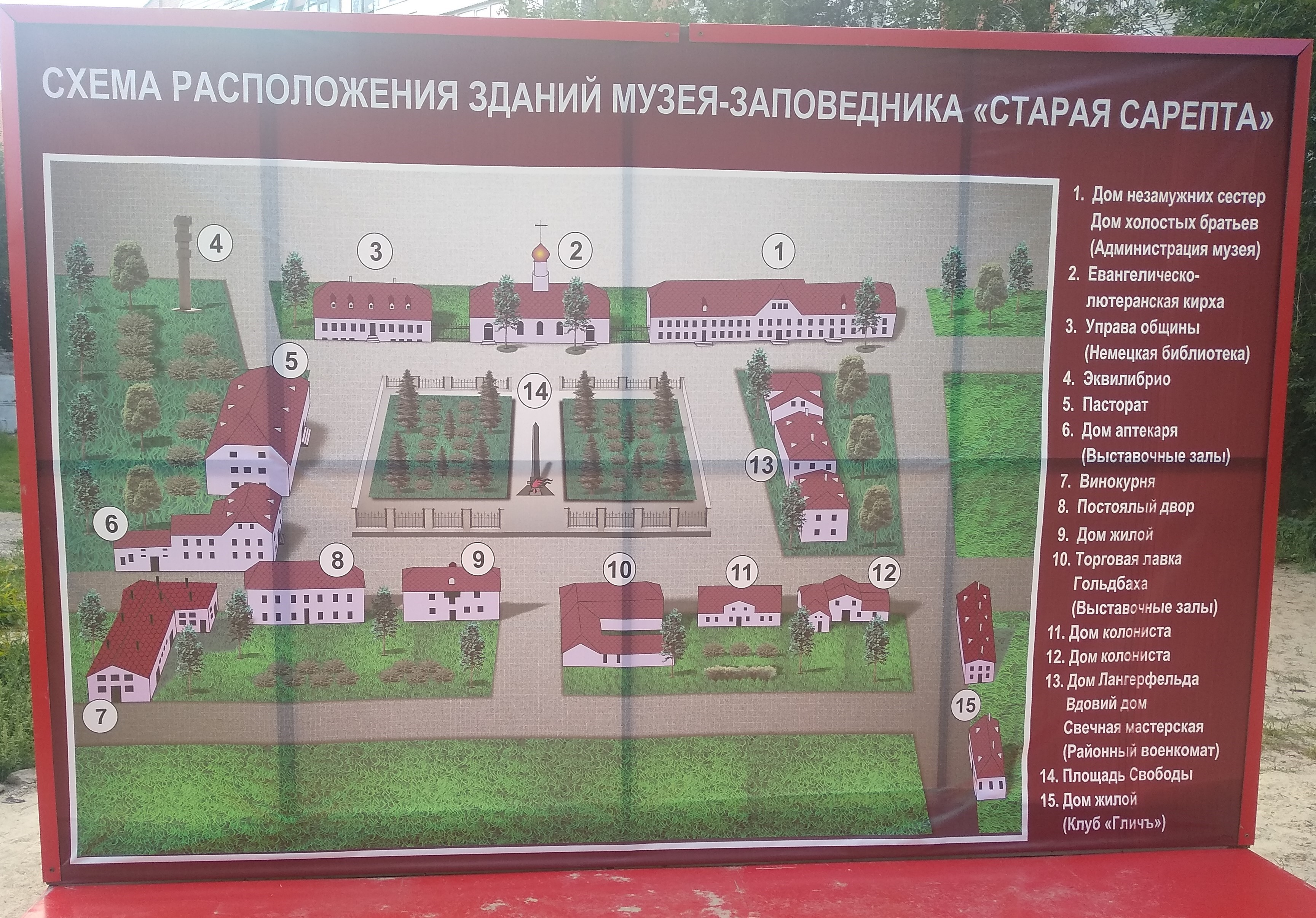
Plánek památkové rezervace Stará Sarepta

Do dnešní doby domy dochované v Sareptě představují nejstarší kamenné stavby ve Volgogradu. V roce 1989 získala Sarepta status památkové rezervace. Dekretem prezidenta Ruské federace byla prohlášena za kulturní památku a bylo založeno Muzeum Stará Sarepta. To zahrnuje 26 budov, z nichž 23 objekty jsou federálními památkami.
Luteránský kostel, dominanta Sarepty, byl zrestaurován v roce 1996 a obnoveny byly také varhany. Ty jsou jediné funkční ve Volgogradské oblasti. V kostele se každou neděli konají bohoslužby a jednou až dvakrát měsíčně varhanní koncerty. Muzeum vydává vlastní noviny a spolupracuje s německými a ruskými kulturními středisky.
Od roku 1989 se muzeum dále rozvíjí a přibývají nové interaktivní expozice. Ve zrestaurovaných budovách byla například zprovozněna knihovna nebo restaurace. Zároveň byly opraveny a návštěvníkům zpřístupněny sklepy několika domů. Kromě standardních prohlídek muzeum organizuje také vzdělávací akce a tematické prohlídky.

## Zakladatelé
Mezi zakladateli kolonie byli čtyři exulanti (z doby pobělohorské); tento počet nemusí být přesný kvůli nedostatku zdrojů.   
- Rosina Jag (4. května 1727, Suchodol nad Odrou – 1810 Sarepta)[9]
- Johann Nitschmann, švagr Mikuláše Ludvíka hraběte Zinzendorfa, bratr Anny Nitschmann z Kunína († 1783 Sarepta)[9]
- Josef Kučera (9. 10. 1741 Brčekoly – 8. 2. 1817 Sarepta)[10]